# Sigbrit Willoms
Sigbrit Villoms, también escrito Villums, que murió cerca de 1532, fue una política noruega y danesa de Ámsterdam, madre de la amante del rey Cristián II de Dinamarca, Dyveke Sigbritsdatter, asesora del rey y ministra de finanzas de facto entre 1519 y 1523.

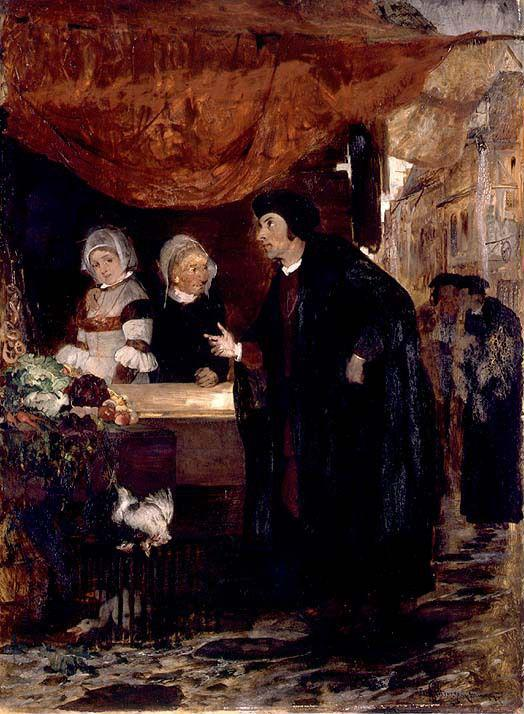
Sigbrit en el centr y su hija tal y como Eilif Peterssen los imaginó en 1876

## Biografía
Sigbrit Willoms nació en una familia de comerciantes de Ámsterdam. Se sabe que uno de sus dos hermanos, Dionysius Villoms, fue boticario. Fue educada en contabilidad, lectura y escritura en el idioma bajo alemán, y se sabe que fue tutora de medicina herbaria contemporánea.
Pertenecía a una de las familias mercantes holandesas que en este momento entraron en competencia con los alemanes ya que durante mucho tiempo habían dominado el comercio en los países nórdicos. En fecha desconocida, se mudó a Bergen, Noruega, donde vivió en 1507, en compañía de sus hermanos.
Tuvo un hijo, Reynold Sigbritssøn, que casi no se menciona en ningún lugar. Como a ninguno de sus hijos se les llamaba ilegítimo, se deduce que Sigbrit Willoms debió haber estado casado, pero el nombre de su esposo no se menciona en ninguna parte, ni se sabe cuándo murió; es posible que se llamara Nicolaas y que murió cerca de 1507. Sigbrit no usó el nombre de su marido, pero sí se utiliza el patronímico Willoms o Villoms.
Fue la madre de Dyveke Sigbritsdatter, que se unió con el futuro rey danés Christian II en Bergen en 1507. En ese año, la cercana confidente del príncipe heredero Christian II, Christiaan Erik Valkendorf, los recibió en un puesto en el mercado donde vendían pasteles. El negocio de Sigbrit Willoms no se menciona más a fondo, pero se observa que por aquel entonces tenía una empresa comercial en Bergen en 1519. En 1507 tenía una posada en Bergen y vendía pasteles y viñas en el mercado y en el puerto. Valkendorf le habló al príncipe sobre la belleza de Dyveke y el príncipe invitó a la madre y la hija a un baile, después de lo cual Dyveke, con el consentimiento de Sigbrit, se convirtió en el amante de Christian.

## La vida en Dinamarca
En 1513, cuando Christian se convirtió en rey de Dinamarca, madre e hija se fueron a vivir con el rey a Copenhague. Su hermano, Dionysius Villoms, fue nombrado boticario del rey y su otro hermano fue designado para el puesto de lensmand  en Bergenhus el año anterior.
Su influencia sobre el rey se hizo mayor después de la muerte de su hija en 1517 y fue nombrada consejera y confidente política. Desde 1519 en adelante fue considerada la persona más influyente políticamente en Dinamarca después del propio rey.
En 1517, Sigbrit fue nombrada para suceder a su antigua antagonista Anne Meinstrup en la oficina de Hofmesterinde en la Casa de la Reina, así como el cargo de la Casa del Príncipe Heredero Juan I de Dinamarca como autoridad real.
El rey puso a su cargo la oficina de aduanas y el tesoro real y, de hecho, la convirtió en la tesorera real de facto y ministra de finanzas. Sin embargo, nunca fue formalmente llamada ministra, sino que se le dio el título de Madre Sigbrit, que era en ese momento un título honorífico para la mujer cabeza de familia.
Siendo una  burguesa, era conocida por transmitir los intereses de las clases mercantiles y los intereses de las ciudades en general. En 1522, instigó una nueva ley sobre higiene en la ciudad capital de Copenhague, donde se les decía a los ciudadanos que limpiaran sus casas todas las semanas.
Era impopular entre la nobleza y objetivo de la calumnia pública ya que debido a sus conocimientos a base de hierbas, sus críticos difundieron rumores de que ella era una bruja, y se la culpó de ser la persona detrás del baño de sangre de Estocolmo en 1520.

## Vida posterior y muerte
Cuando el rey Christian fue expulsado de Dinamarca en 1523, Sigbrit lo siguió a los Países Bajos, donde Christian le pidió ayuda a su cuñado, el emperador. El emperador lo ayudó pero le impuso la condición de que Christian debía deshacerse de Sigbrit, lo cual aceptó.
La fecha y las circunstancias de su muerte no están confirmadas. En 1532, una mujer fue detenida en una prisión en los Países Bajos, que se cree que era Sigbrit. El emperador deseaba que este prisionero fuera ejecutado por brujería. No se sabe si ella era o no.